# استیو بیزنارد
استیو بیزنارد (انگلیسی: Steeve Beusnard؛ زادهٔ ۲۷ ژوئن ۱۹۹۲) بازیکن فوتبال اهل فرانسه است.